# El programa de Hermida
El programa de Hermida fue un programa de televisión presentado por Jesús Hermida y emitido en las tardes del domingo por la cadena española Antena 3 en la temporada 1991-1992.

## Formato
Programa magacín, con contenidos diversos, primando las entrevistas a personajes relevantes del panorama político, social o cultural, realizadas por el director del espacio, tertulias, actualidad, concursos y actuaciones musicales.

## Colaboradores
En la presentación del espacio, Hermida de rodeó de jóvenes rostros, que posteriormente desarrollarían una larga trayectoria en televisión, como Belinda Washington (en su debut en la pequeña pantalla), Carlos García Hirschfeld, José Francisco Domínguez del Postigo (Domi del Postigo), Miguel Ortiz y Juan Carlos Cerezo.
Fueron habituales en el espacio de tertulia nombres como Raúl Heras, Luis Antonio de Villena, Carlos Carnicero, Emilio Romero, Consuelo Álvarez de Toledo  o Justino Sinova.

## Invitados
Entre los personajes entrevistados se incluyen Rosa Chacel, Terenci Moix, Joan Manuel Serrat, Pedro Almodóvar, Ana Belén, Nuria Espert, Concha Velasco, Carmen Maura, Miguel Gila, y Rocío Jurado.
Actuaron en el plató del programa, entre otros, los siguientes artistas: Belinda Carlisle, Azúcar Moreno, Gabinete Caligari, Bonnie Tyler, Kylie Minogue, Joaquín Sabina, Mocedades y Duncan Dhu.